# Peuketien
Peuketien (latin: Peucetia) är en historisk region i södra delen av den apenninska halvön, det område som ligger mellan "sporren" och  "klacken" på den italienska stöveln. Området motsvarar stora delar av dagens administrativa provins Bari i regionen Apulien. Området Peuketien befolkades av, och har fått sitt namn ifrån, det iapygiska folket peuketer. Området kallas också Terra di Bari.

## Peuketien
Beteckningen Peuketien användes framförallt innan romaniseringen av området. De tre största städerna var Butuntum, Canusium och Silvium medan dagens regionala huvudstad, Barium, hade föga betydelse. Senare under historien kom Peuketien och Daunien att gå under beteckningen Apulien medan den tredje iapygiska folkstammen, messapiernas område Messapien föll utanför den indelningen. Dock kom de båda att utgöra den tredje regionen i Augustus regionindelning.

## Ager Barianus, Terra di Bari och provinsen Bari
Under medeltiden kallades området istället för ager Barianus, det vill säga området runt Bari. Namnbytet indikerar att staden Bari vuxit i betydelse. Det var lagmans-ort i såväl kungariket Sicilien som kungariket Neapel. I kungariket Bägge Sicilierna utgjorde området, nu under beteckningen Terra di Bari, en egen giustizierato. Senare döptes området om till provinsen Bari, även om beteckningen terra di Bari varumärkesskyddats av turistiska skäl.